# Peña de los Parra
La peña de los Parra fue una famosa peña folclórica chilena creada por los hermanos Isabel y Ángel Parra en 1965, en la que participaron varios reconocidos cantautores de la entonces incipiente Nueva Canción Chilena, tales como Rolando Alarcón, Tito Fernández, Víctor Jara, Patricio Manns, Roberto Parra, Violeta Parra, Osvaldo Gitano Rodríguez, y grupos como Amerindios o Curacas.
Actualmente, la casa y el terreno pertenecen a las dependencias de la Universidad Católica Silva Henríquez.

## Historia
La idea inicial surgió en un viaje por Europa realizado en 1961 con su madre, la célebre folclorista Violeta Parra. En este viaje, también los hermanos conformaron el dúo Isabel y Ángel Parra. A su regreso, hacia 1964, comenzaron a buscar un lugar propicio para el proyecto, instalándose finalmente en la casa del pintor y cantor Juan Capra, en la calle Carmen 340, en pleno centro de Santiago, cerca del cerro Santa Lucía.
La peña, que comenzó como un taller de pintura, se fue remodelando hasta contar con instalaciones propicias para el desarrollo tanto de la música como de otras artes. Contaba con un patio, un pequeño escenario y una sala de grabación. Estaba decorada en sus muros inicialmente blancos con firmas y dibujos de los visitantes, en sus techos con redes de pescar, y en sus muebles con velas derretidas sobre botellas de vino tinto.

## Centro cultural
La casa no solo funcionó en el plano musical, sino que también como centro artístico para la artesanía en general, así como foco de la bohemia izquierdista santiaguina. En sus dependencias, trabajaron artistas como el escultor Sergio Castillo Mandiola, el grabador Santos Chávez y el pintor Juan Capra, entre otros, y también pasaron el escritor español José Agustín Goytisolo y el músico español Paco Ibáñez.

## Sello discográfico

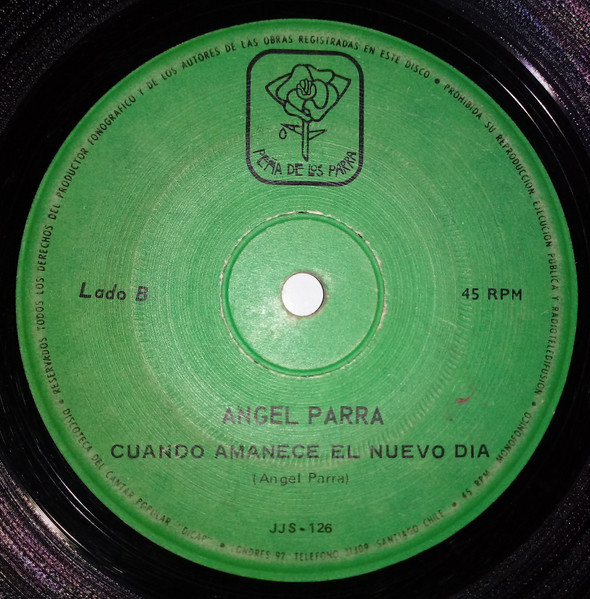
Sencillo El ferroviario / Cuando amanece el nuevo día, de Ángel Parra, publicado bajo el sello discográfico «Peña de los Parra».

En 1968, se creó la compañía discográfica chilena Peña de los Parra, fundada por Ángel e Isabel y destinada a publicar las grabaciones realizadas en la peña. El catálogo era distribuido a través del sello Discoteca del Cantar Popular (DICAP), y sus trabajos, que incluyen a algunas otras bandas de otros estilos tales como Los Blops, han sido reeditados posteriormente por otros sellos.
La discográfica cerró en 1973, producto del Golpe de Estado y posterior inicio de la dictadura militar. Más tarde, ocurrió la detención de Ángel y el posterior exilio de los hermanos.
Su logotipo —el dibujo de una rosa con un tallo de dos espinas, de una de las cuales cae una gota de sangre— es una reproducción del símbolo utilizado en el Encuentro de la canción protesta, festival llevado a cabo en Cuba entre el 29 de julio y el 10 de agosto de 1967.

### Discografía
Los siguientes álbumes fueron aquellos registrados en la peña de los Parra y llevan como título a esta. De ellos, solo el de 1971 fue lanzado bajo este sello.
- 1965 - La peña de los Parra (varios intérpretes)
- 1968 - La peña de los Parra, vol. II (Isabel y Ángel Parra)
- 1969 - La peña de los Parra, vol. I (varios intérpretes, en directo)
- 1971 - La peña de los Parra (Isabel y Ángel Parra, recopilatorio)

#### Serie LPP
| N.º | Catálogo | Año  | Nombre                   | Intérprete     |
| --- | -------- | ---- | ------------------------ | -------------- |
| 1   | LPP-101  | 1971 | Del volar de las palomas | Los Blops      |
| 2   | LPP-102  | 1971 | El Temucano              | Tito Fernández |
| 3   | LPP-103  | 1971 | Chile y América          | Huamarí        |
| 4   | LPP-104  | 1971 | Charo Cofré              | Charo Cofré    |